# ЯМЗ-236/238

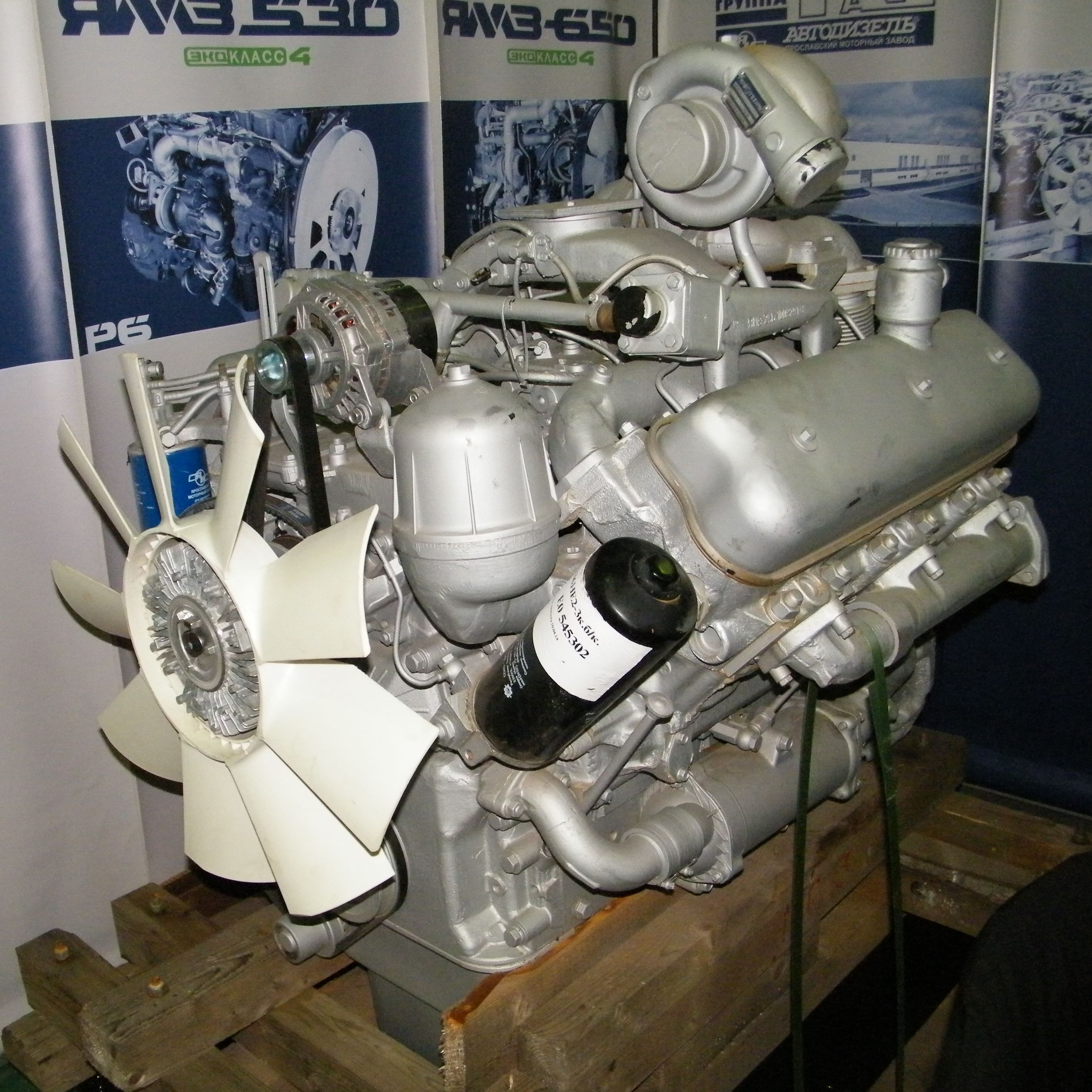
ЯМЗ-236

ЯМЗ-236/238 — сімейство дизельних двигунів для великовантажних автомобілів, що випускаються Ярославським моторним заводом з 1962 року. Прийшли на зміну двигунам ЯАЗ-204, 206.

## Історія
У 1960-х роках Ярославському моторному заводу було наказано розробити більш економічний чотиритактний дизельний двигун замість застарілих двотактних ЯАЗ-204 і ЯАЗ-206, а також у рамках дизелізації транспорту. У підсумку ярославські мотори стали штатними для МАЗ-500, КрАЗ-255Б, КрАЗ-250, КрАЗ-257, КрАЗ-260, КрАЗ-6322, також встановлювалися на трактори К-700, на бронетранспортери, будівельну техніку, на електростанції, водний транспорт і т. д.

## Опис
Дизельні двигуни , з турбонаддувом і без нього, V-подібні, шестициліндрові (ЯМЗ-236) і восьмициліндрові (ЯМЗ-238) чотиритактні, призначення - оснащення великовантажні автомобілі («МАЗ», «Урал», «КрАЗ» і т. д .), трактори (К-700), бронетранспортери, будівельна техніка і т. д.

## Характеристики
Система живлення - механічний ПНВТ, по одній насосній секції на циліндр, з безпосереднім уприскуванням. Розташований в розвалі блоку циліндрів. Впускні трубопроводи розташовані в розвалі блоку циліндрів. Клапанний механізм OHV, клапани розташовані (по 2 на циліндр) в головці і приводяться в рух через коромисла та штанги від нижнього розподільного валу, що знаходиться над колінчастим валом і приводиться в рух через дві шестерні, розташовані на передньому кінці двигуна і закриті кришкою. Штанги мають роликові штовхачі. У колінчастого вала шатунні шийки розташовані під кутом 90° (ЯМЗ-238), 120° (ЯМЗ-236), що забезпечує рівномірний спалах кожні 90° у ЯМЗ-238, але нерівномірні (через 90° і 150°) у ЯМЗ-236. Шатуни зміщені. Охолодження двигуна рідинне.

## Модифікації

### ЯМЗ-236
- Число циліндрів: 6;
- Число клапанів: 12;
- Діаметр циліндра: 130 мм;
- Робочий об'єм: 11.150 см3.

- ЯМЗ-236Г - 150 к.с. (110 кВт) при 1700 об / хв
- ЯМЗ-236НБ - 165 к.с. (121 кВт) при 1800 об / хв, 736 Н * м (75 кгс * м) при 1300 об / хв
- ЯМЗ-236ДК - 175 к.с. (129 кВт) при 2100 об / хв, 667 Н * м (68 кгс * м) при 1400 об / хв
- ЯМЗ-236 (базовий) - 180 к.с. (132 кВт) при 2100 об / хв, 667 Н * м (68 кгс * м) при 1500 об / хв
- ЯМЗ-236НК - 185 к.с. (136 кВт) при 1900 об / хв, 833 Н * м (90 кгс * м) при 1300 об / хв
- ЯМЗ-236НД - 210 к.с. (154 кВт) при 1900 об / хв, 882 Н * м (90 кгс * м) при 1300 об / хв
- ЯМЗ-236А - 214 к.с. (157 кВт) при 2100 об / хв, 716 Н * м (73 кгс * м) при 1200-1400 об / хв
- ЯМЗ-236НЕ - 230 к.с. (169 кВт) при 2100 об / хв, 882 Н * м (90 кгс * м) при 1300 об / хв
- ЯМЗ-6563 - 230 к.с. (169 кВт) при 1900 об / хв, 882 Н * м (90 кгс * м) при 1200 об / хв
- ЯМЗ-236Н - 230 к.с. (169 кВт) при 2100 об / хв, 882 Н * м (90 кгс * м) при 1300 об / хв
- ЯМЗ-236НЕ2 - 230 к.с. (169 кВт) при 2100 об / хв, 882 Н * м (90 кгс * м) при 1200 об / хв
- ЯМЗ-236БК - 250 к.с. (184 кВт) при 2000 об / хв, 1030 Н * м (105 кгс * м) при 1200 об / хв
- ЯМЗ-6562 - 250 к.с. (184 кВт) при 1900 об / хв, 1128 Н * м (115 кгс * м) при 1200 об / хв
- ЯМЗ-236Б - 250 к.с. (184 кВт) при 2000 об / хв, 1030 Н * м (105 кгс * м) при 1300 об / хв
- ЯМЗ-236БЕ2 - 250 к.с. (184 кВт) при 2000 об / хв, 1078 Н * м (110 кгс * м) при 1200 об / хв
- ЯМЗ-7601 - 300 к.с. (220 кВт) при 1900 об / хв, 1275 Н * м (130 кгс * м) при 1200 об / хв

### ЯМЗ-238
- Кількість циліндрів: 8
- Кількість клапанів: 16
- Діаметр циліндра: 13 см
- Робочий об'єм: 14 866 см3.

- ЯМЗ-238А - 215 л.с.
- ЯМЗ-238НД3 - 235 к.с. (173 кВт) при 1700 об / хв, 1108 Н * м (113 кгс * м) при 1300 об / хв
- ЯМЗ-238НД6 - 235 к.с. (173 кВт) при 1700 об / хв, 1108 Н * м (113 кгс * м) при 1300 об / хв
- ЯМЗ-238 - 240 к.с. (177 кВт) при 2100 об / хв, 882 Н * м (90 кгс * м) при 1500 об / хв
- ЯМЗ-238НД4 - 250 к.с. (184 кВт) при 1900 об / хв, 1108 Н * м (113 кгс * м) при 1300 об / хв
- ЯМЗ-238НД7 - 250 к.с. (184 кВт) при 1900 об / хв, 1108 Н * м (113 кгс * м) при 1300 об / хв
- ЯМЗ-238ДК - 290 к.с. (184 кВт) при 2000 об / хв, 1128 Н * м (115 кгс * м) при 1400 об / хв
- ЯМЗ-238Л - 300 к.с. (220 кВт) при 2100 об / хв, 1088 Н * м (110 кгс * м) при 1500 об / хв
- ЯМЗ-238НД5 - 300 к.с. (220 кВт) при 1900 об / хв, 1280 Н * м (131 кгс * м) при 1300 об / хв
- ЯМЗ-238НД8 - 300 к.с. (220 кВт) при 1900 об / ММН, 1280 Н * м (131 кгс * м) при 1300 об / хв
- ЯМЗ-238ДК - 330 к.с. (243 кВт) при 2000 об / хв, 1225 Н * м (125 кгс * м) при 1400 об / хв
- ЯМЗ-238Д - 330 к.с. (243 кВт) при 2100 об / хв, 1225 Н * м (125 кгс * м) при 1300 об / хв
- ЯМЗ-238ДЕ - 330 к.с. (243 кВт) при 2100 об / хв, 1225 Н * м (125 кгс * м) при 1300 об / хв
- ЯМЗ-238ДЕ2 - 330 к.с. (243 кВт) при 2100 об / хв, 1274 Н * м (130 кгс * м) при 1200 об / хв
- ЯМЗ-6582 - 330 к.с. (243 кВт) при 1900 об / хв, 1274 Н * м (130 кгс * м) при 1200 об / хв
- ЯМЗ-7512 - 360 к.с. (265 кВт) при 1900 об / хв, 1570 Н * м (160 кгс * м) при 1200 об / хв
- ЯМЗ-7511 - 400 к.с. (294 кВт) при 1900 об / хв, 1715 Н * м (175 кгс * м) при 1200 об / хв
- ЯМЗ-6581 - 400 к.с. (294 кВт) при 1900 об / хв, 1764 Н * м (180 кгс * м) при 1200 об / хв
- ЯМЗ-7513 - 420 к.с. (309 кВт) при 1900 об / хв, 1765 Н * м (180 кгс * м) при 1200 об / хв

## Машини, на які встановлювались ЯМЗ-236 і ЯМЗ-238
- МАЗ-500 (1965—1990). ЯМЗ-236 (180 к.с.).
- МАЗ-503 (1965—1977). ЯМЗ-236 (180 к.с.).
- МАЗ-504 (1965—1982). ЯМЗ-236 (180 к.с.).
- МАЗ-509 (1966—1990). ЯМЗ-236 (180 к.с.).
- МАЗ-516 (1973—1980). ЯМЗ-236 (180 к.с.).
- МАЗ-5335 (1977—1990). ЯМЗ-236 (180, 300 к.с.).
- МАЗ-5449 (1977—1990). ЯМЗ-236 (180 к.с.).
- МАЗ-5551 (з 1985). ЯМЗ-236 (180 к.с.).
- МАЗ-5432 (з 1981). ЯМЗ-238 (240, 250, 280, 300, 330, 360, 425 к.с.), ЯМЗ-236 (180 к.с.).
- МАЗ-5516 (з 1995). ЯМЗ-238 (400 к.с.).
- МАЗ-6422 (з 1978). ЯМЗ-238 (320, 330, 360, 425 к.с.).
- Урал-4320 (з 1977). ЯМЗ-236 (230 к.с.), ЯМЗ-238 (300 к.с.).
- КрАЗ-255 (1967—1994). ЯМЗ-238 (240 к.с.).
- КрАЗ-6443 (з 1992). ЯМЗ-238 (330 к.с.).
- КрАЗ-6322 (з 1994). ЯМЗ-238 (330 к.с.).
- Урал-5323 (з 1989). ЯМЗ-238 (300 к.с.).
- КамАЗ-5320 (1976—2000).
- ЛіАЗ-5256.30 (2001-2004). ЯМЗ-236НЕ2 (230 к.с.).
- МАЗ-104.Х25 (2004-2005). ЯМЗ-236НЕ2 (230 к.с.).
- МТ-ЛБ та машини на його базі (зокрема, 2С1 «Гвоздика»)
- ЕО-5124 ЯМЗ-238 гусеничний гідравлічний екскаватор